# Тур Ливии
Тур Ливии (англ. Tour of Libya) — шоссейная многодневная велогонка, проходившая по территории Ливии с 2007 по 2010 год.

## История
Гонка была создана в 2007 году и сразу вошла в календарь Африканского тура UCI с категорией 2.2 и состояла из семи этапов. В 2009 гонка на состоялась. На следующий, 2010, года была снова проведена, но на этот раз состояла из пяти этапов.
Все гонки проводились в середине марта. Они стартовали и финишировал в столицы Ливии — Триполи. А сами этапы проходили по северо-западу страны через такие города как Бени-Валид, Гарьян, Джаду, Злитен, Зувара, Мисурата, Сирт, Сурман, Таварга, Тархуна. Протяжённость этапов составляла в районе 150 км.
В 2011 году была отменена из-за гражданской войны и больше не проводилась.

## Призёры
| Год  | Победитель         | Второй       | Третий            |
| ---- | ------------------ | ------------ | ----------------- |
| 2007 | Мохаммед Али Ахмед | Омар Хасанин | Хассен Бен Нассер |
| 2008 | Омар Хасанин       | Роман Бронис | Павол Полиевка    |
| 2010 | Ахмед Бельгасем    | Мерон Руссом | Дрисс Хнини       |